# Labège
Labège (em occitano:  Labeja) é uma comuna francesa na região administrativa da Occitânia, no departamento do Alto Garona. Estende-se por uma área de 7.65 km², com 3.972 habitantes, segundo o censo de 2018, com uma densidade de 520 hab/km².